# Хайнаде
Хайнаде (нем. Heinade) — община в Германии, в земле Нижняя Саксония.
Входит в состав района Хольцминден. Подчиняется управлению Штадтольдендорф. Население составляет 945 человек (на 31 декабря 2010 года). Занимает площадь 9,07 км².
Коммуна подразделяется на 3 сельских округа.
| Год  | Население |
| ---- | --------- |
| 1990 | 1020      |
| 1995 | 1100      |
| 2000 | 1097      |
| 2005 | 1031      |
| 2010 | 970       |